# Luigi Traglia
Luigi Traglia (Albano Laziale, Lacio, Roma, 3 de abril de 1895-Roma, 22 de noviembre de 1977) fue un cardenal católico italiano, vicario de Roma y decano del Colegio Cardenalicio.

## Biografía
Nacido en Albano Laziale el 3 de abril de 1895, hijo de Antonio Traglia y Giuditta Crollari, fue alumno del colegio Almo Capranica de Roma y estudió en la Pontificia Universidad Gregoriana y la Pontificia Universidad Lateranense.
Fue ordenado sacerdote el 10 de agosto de 1917 por el cardenal vicario Basilio Pompilj, comenzando pronto a colaborar con varias oficinas de la Curia romana.
El 16 de enero de 1928 fue nombrado camarero secreto supernumerario, el 18 de agosto de 1930 asesor y subpromotor de la Fe en la Sagrada Congregación de Ritos, el 22 de febrero de 1932 prelado doméstico, finalmente, el 17 de septiembre de 1936, prelado auditor del Tribunal de la Rota Romana.
Pío XI lo eligió, el 20 de diciembre de 1936, arzobispo titular de Cesarea de Palestina y vicerregente de la diócesis de Roma. Recibió la consagración episcopal el 6 de enero de 1937 en la basílica de San Juan de Letrán de manos del cardenal vicario Francesco Marchetti Selvaggiani, asistido por mons. Domenico Spolverini, arzobispo titular de Larisa de Tesalia y rector del Pontificio Seminario Romano Mayor, y por mons. Angelo Calabretta, obispo de Noto.
Posteriormente también se convirtió en canónigo de Letrán y, el 7 de octubre de 1953, en asistente al trono papal.
A la muerte del cardenal Marchetti Selvaggiani en 1951, colaboró con el nuevo vicario de Roma, el cardenal Clemente Micara, siendo creado cardenal por Juan XXIII, en el consistorio del 28 de marzo de 1960, con el título de Sant'Andrea della Valle, y nombrado, el mismo día, provicario general de la diócesis de Roma.
Participó en todas las sesiones del Concilio Ecuménico Vaticano II y participó en el Cónclave de 1963. Fue pro-presidente de la Conferencia Episcopal Italiana (12 de agosto de 1964-31 de agosto de 1965).
A la muerte del Cardenal Micara, Pablo VI lo nombró, el 30 de marzo de 1965, como su cardenal vicario, cargo que ocupó por menos de tres años, pues renunció el 9 de enero de 1968, siendo nombrado, el 13 de mismo mes, canciller de Santa Iglesia Romana y optando, el 28 de abril de 1969, por el título de San Lorenzo in Damaso, tradicionalmente atribuido al canciller de S.R.C. Renunció a este cargo el 7 de febrero de 1973, pocos días antes de la abolición de ese cargo.
Se convirtió en cardenal obispo del título suburbicario de Albano el 15 de marzo de 1972, subdecano del Sacro Colegio Cardenalicio el 24 del mismo mes y decano el 7 de enero de 1974, uniendo el título de Albano con el de Ostia. El 12 de diciembre siguiente, como decano, recibió el palio de manos del Papa Pablo VI.
Falleció en Roma el 22 de noviembre de 1977. Está enterrado en la basílica de San Lorenzo en Dámaso.
Durante los años en que fue vicerregente de la diócesis de Roma, luego provicario de Roma, confirió la ordenación sacerdotal a numerosos seminaristas italianos y extranjeros; entre ellos, un buen número se convirtió posteriormente en obispos, algunos incluso en cardenales. Entre ellos: Agnelo Rossi, Julius Döpfner, Giovanni Canestri, Salvatore Pappalardo, Ernesto Corripio Ahumada, Raul Francisco Primatesta, Mario Revollo Bravo, Marco Cé, Serafim Fernandes de Araújo, Jozef Tomko, Eduardo Martínez Somalo, Alexandre do Nascimento, Andrea Cordero Lanza di Montezemolo, Camillo Ruini, William Henry Keeler, Audrys Juozas Bačkis y Sean Baptist Brady.

## Distinciones
Orden al Mérito de la República Italiana - Grande Ufficiale dell'Ordine al merito della Repubblica Italiana.
 Orden al Mérito de la República Italiana - Cavaliere di Gran Croce dell'Ordine al merito della Repubblica Italiana.
 Orden de Malta - Balì di Gran Croce del Sovrano Militare Ordine di Malta